# Peleng
Pour le cheval, voir Peleng.
Peleng, en indonésien Pulau Peleng, est une île d'Indonésie située dans la mer de Banda et la mer des Moluques. Elle est la plus grande des îles Banggai avec une superficie de 2 406 km2.
L'île est divisé en cinq districts : Bulagi, Tataba, Liang, Salakan et Sambiut. Les plus grandes villes de l'île sont Basiano et Bonganang. 
La population de l'île est de 109 319 habitants (données de 2010).